# Magyarország és Spanyolország kapcsolatai
Magyarország és Spanyolország kapcsolatai a középkortól a földrajzi távolság ellenére intenzív korszakokat éltek meg – halványabb periódusok mellett. Jelentős dinasztikus kapcsolatai voltak az Árpád-háznak az aragóniai uralkodó dinasztiával, majd a török elleni harc is összefűzte a két ország érdekeit. A 18. századtól erősödtek a kulturális kapcsolatok is. A 20. században a spanyol polgárháborúban számos magyar harcolt a nemzetközi brigádokban a köztársasági kormány védelmében, de a falangista Francisco Franco tábornok oldalán is küzdöttek magyarok. A spanyolországi diktatúra után csak fokozatosan álltak helyre a két ország közötti diplomáciai kapcsolatok. A 21. században jól fejlődnek a két ország között felső szintű politikai, valamint a kulturális és gazdasági kapcsolatok az Európai Unió és a NATO szövetségi rendszere keretében.
A labdarúgás a 20. század második felében nagy szerepet játszott Magyarország spanyolországi ismertségében, a hazánk iránti rokonszenv erősítésében, főleg Kubala László és Puskás Ferenc ottani sikerei révén.

## Előzmények

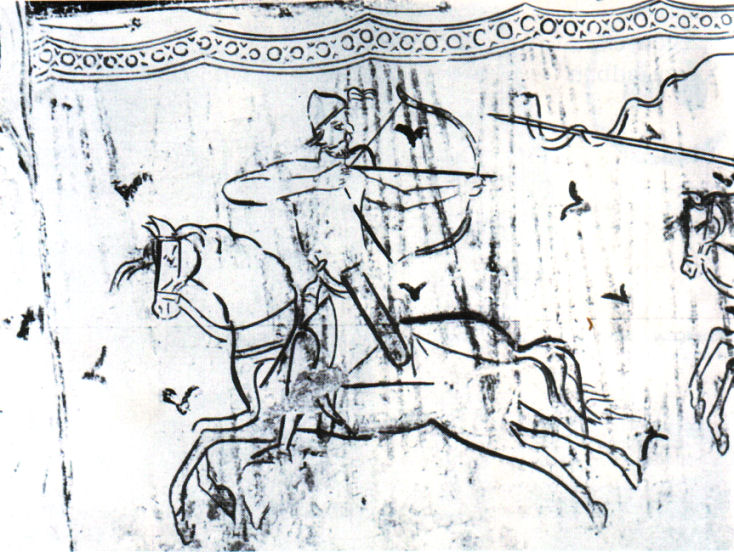
Valószínűleg kalandozás kori magyar harcost ábrázoló freskórészlet Aquileiából

A magyarok és az Ibériai-félsziget népei közötti kapcsolatok kezdete a magyar kalandozások időszakára tehető. 1969-ben találták meg Ibn Hajján (987–1076) muszlim történetíró művét, az Al-Muqtabisz V. kötetét, ami részletesen foglalkozott a magyarok 942. évi ibériai hadjáratával, amelyre egy észak-itáliai vállalkozás kiterjesztéseként került sor. Az eseményről más arab és katalóniai latin szövegemlékek is szólnak. A támadás nagyrészt kudarcos volt, néhány magyar harcos fogságba is esett; őket később a kalifa testőrségébe sorozták be. Az esemény mindenesetre alkalmat adott arra, hogy az arab történetírók néhány vázlatos mondatban tájékoztatást adjanak olvasóiknak a „türköknek” nevezett magyarokról és távoli hazájukról.

### Szent Jakab kultusza

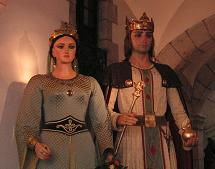
Árpád-házi Jolán és I. Jakab aragóniai király barcelonai ábrázolása

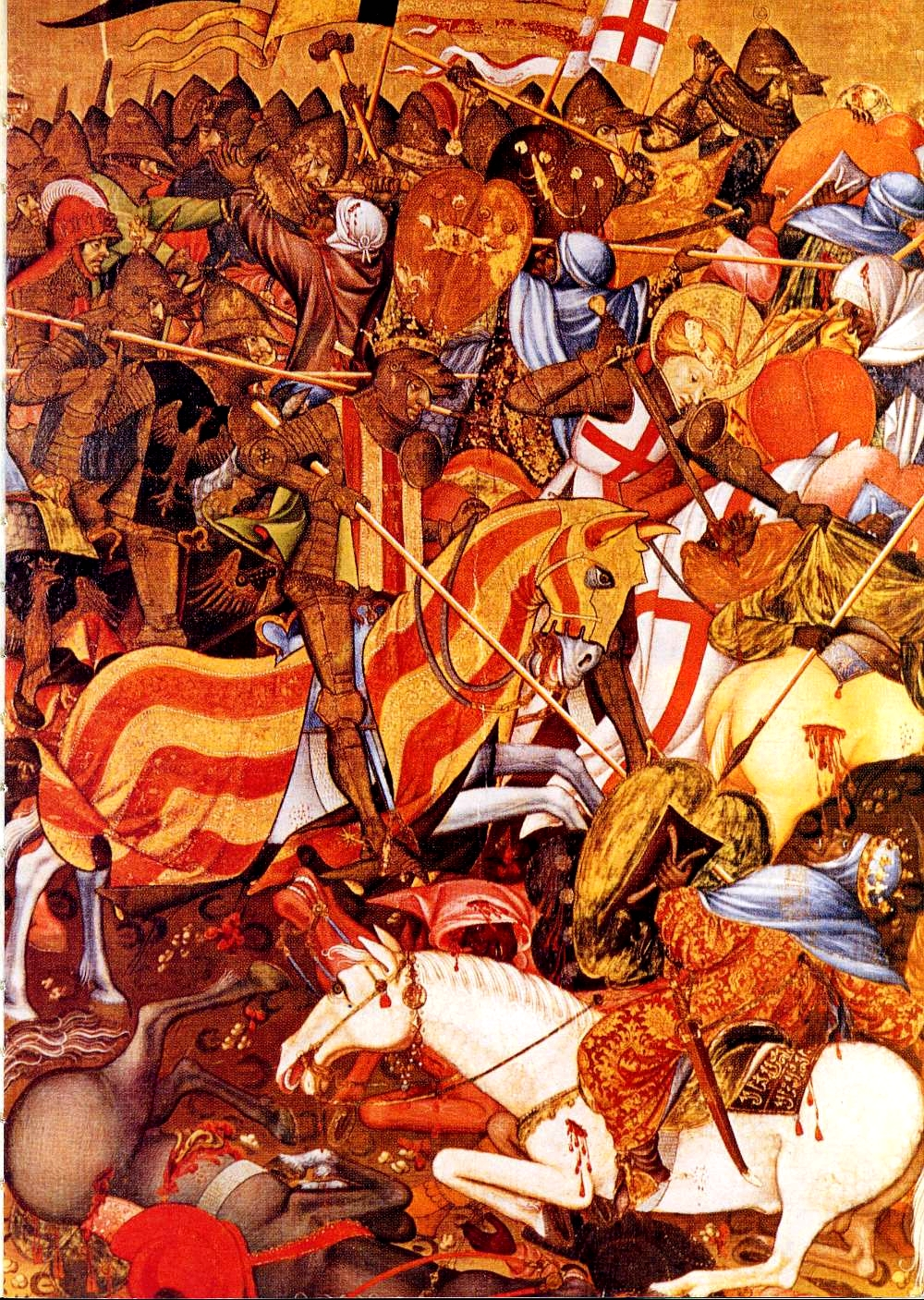
1238. szeptember 28., az El puig de Santa Maria-i csatában I. Jakab aragóniai király csapatai legyőzik a muszlim almohádokat és elfoglalják Valencia városát

Az ibériai magyar kalandozók után egy-kétszáz évvel már gyorsan terjedt Magyarországon Szent Jakab kultusza, akinek sírját a hagyomány szerint a 9. században a hispániai Galiciában találták meg. A Santiago de Compostela néven ismertté vált zarándokhely Magyarországon is gyorsan híres lett, és a 12. században hazánkat már a Jakab-kultusz „ismert országai” közé számították. Számos magyarországi templomot Szent Jakab tiszteletére szenteltek fel, és például Ják neve is az apostol nevéből ered. Fennmaradtak adatok selmecbányai, soproni, brassói polgárok ottani zarándokútjairól a 13–15. századokból.
A 15. században új típusú, úgynevezett lovagi zarándoklat is megjelent Hispániában, amiről az aragón és a kasztíliai királyi évkönyvek őriztek meg érdekes részleteket. Ezek a külföldi lovagok fényes kíséretükkel nem csak a zarándokhelyre látogattak el, hanem bekapcsolódtak az arab határzónában állandósuló csetepatékba is, valamint a hispán uralkodók lovagi tornákat, nagy ünnepségeket rendeztek számukra. Több magyar lovag ilyen látogatásáról is maradtak fenn adatok, közülük a legnevesebb Cillei Ulrik volt, aki az 1430-as években járt II. János aragóniai király udvarában.

## A Magyar Királyság és az Aragón Korona kapcsolatai
A magyar államalapítás után, a 12–16. századokban viszonylag intenzív kapcsolatok alakultak ki a későbbi Spanyolország egyik államalkotó egysége, az Aragóniai Királyság, illetve az Aragón Korona országai között. Ez a Barcelona központú állam a reconquista harcaiban emelkedett fel, majd a földközi-tengeri térség egyik meghatározó hatalmává vált.
Magyarország és Aragónia között a 12. század végétől jöttek létre dinasztikus kapcsolatok Imre magyar király és aragóniai Konstancia, II. Alfonz aragóniai király lánya házassága révén. Kőrösi Albin kutatásai szerint a két fél között a hazánkon átvonuló keresztesek közreműködésével jöttek létre a kapcsolatok. Az aragón királylány kíséretében Magyarországra érkező hölgyek és lovagok a magyar király udvarában tisztségeket kaptak, majd házastársakat is szereztek és hamarosan beolvadtak a magyar arisztokrata családokba.
Néhány évtizeddel később, 1235-ben I. Jakab aragóniai király vette feleségül Árpád-házi Jolánt, II. András magyar király lányát (katalánul: Violant d'Hongria). A magyar hercegnőt is számos magyar lovag kísérte a Ibériai-félszigetre, ahol később részt vettek a mór Valencia visszafoglalásában, amiért komoly adományokban részesültek. Történetüket Brachfeld Olivér és Vajay Szabolcs részletesen feldolgozták. Brachfeld Olivér 1930-ban megjelent doktori értekezésében, amelyben a középkori katalán irodalom magyar vonatkozásairól írt, kimutatta, hogy a magyar királylány története a katalán népköltészetben is megjelent. Napjainkban is élő emlékezésről van szó, hiszen Barcelona Sarrià negyedében 2014-ben egy tematikus játszóteret is avattak, mely Jakab és Jolán udvarát idézi.
A 13. század második felétől a 15. század közepéig csak szórványos adatok vannak a két királyság kapcsolatairól, például ismeretes, hogy Toldi Miklós egy ideig szolgált Gil Álvarez de Albornoz spanyol bíboros, pápai hadvezér seregében. Jerónimo Zurita, II. Fülöp spanyol király udvari történésze megemlékezik arról, hogy a tatár kán által az aragón királyhoz küldött követ, aki a török elleni háborúról tárgyalt, magyar volt, és a Juan Ungaro nevet viselte. Zurita egyébként az Aragón Korona történetéről szóló nagyszabású munkájában (Anales de Aragón) részletesen írt a Magyar Királyság 11–15. századi történetéről, politikájáról, csatáiról.

### Zsigmond német-római császár ibériai politikája

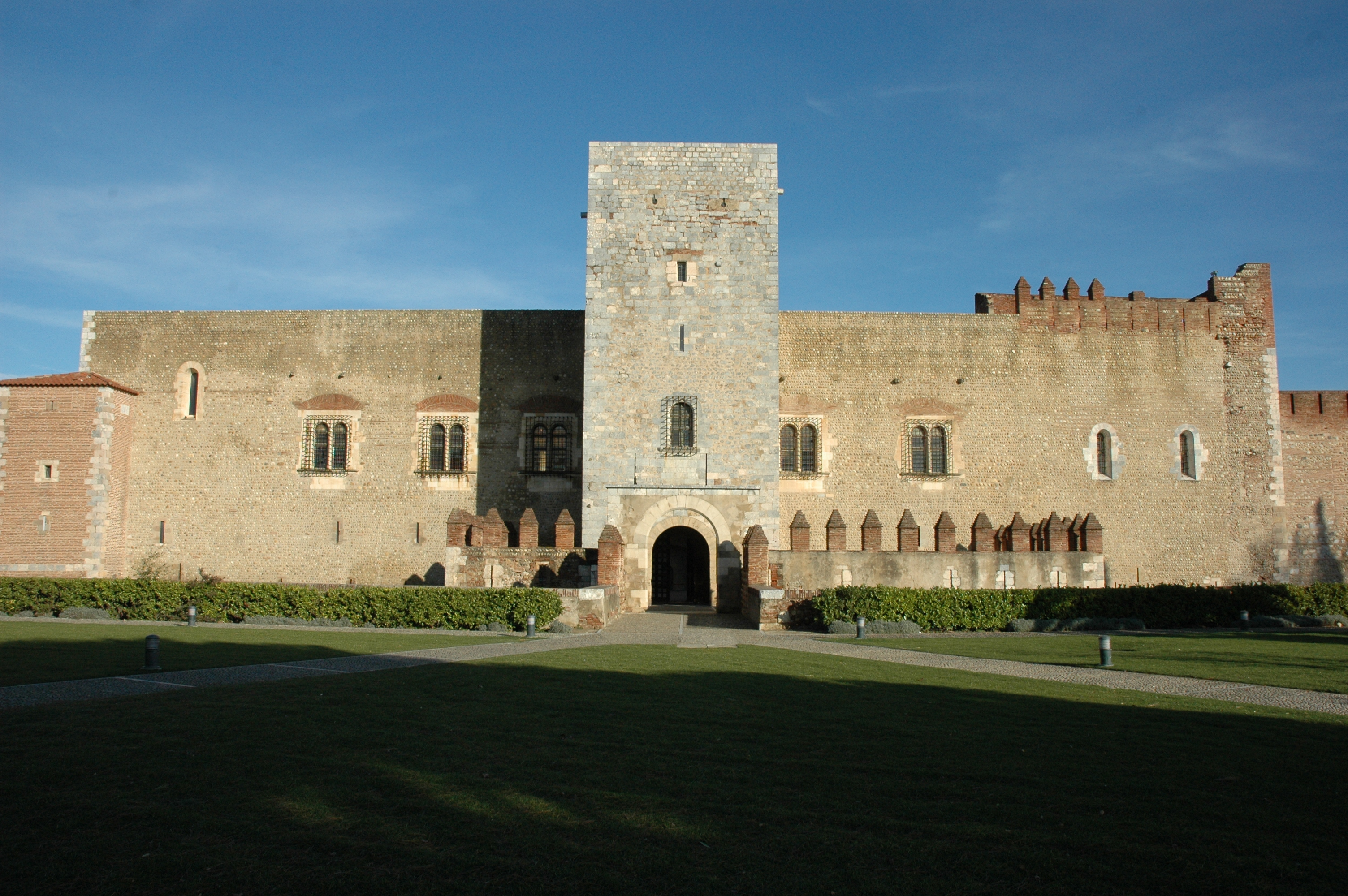
Királyi palota Perpignanban (13. század)

Zsigmond német-római császár és magyar király a 15. századi európai politikában, különösen a katolikus egyházon belüli viszályokkal kapcsolatban folytatott közvetítő tevékenysége révén érdemi kapcsolatba került az ibériai uralkodókkal is. 1415-ben ezért Zsigmond a félszigetre látogatott, és tárgyalásokat folytatott az aragóniai, kasztíliai uralkodókkal. Eljutottak Portugáliába és a mór uralom alatt álló Granada alá is. Hatalmas, 1500 lovasból álló kíséretében ott volt Garai Miklós nádor és Csehi Péter főlovászmester is. A hosszú és eseményekben gazdag utazásról Áldásy Antal írt nagy művet Zsigmond király és Spanyolország címen. A főleg Narbonne-ban és Perpignanban folytatott tárgyalások jó lehetőséget adtak a magyar uraknak az aragón udvar és Alfonz trónörökös megismerésére, aki néhány év múlva már a törökellenes küzdelem egyik vezető személyisége lett a Mediterráneumban.
A törökellenes harc ügyében Zsigmond számolt Aragóniával, 1426-ban a szövetségkötés lehetősége is felvetődött az ibériai államokkal. Ez végül nem jött létre, de a kapcsolatokról 1432–33-ból is vannak adatok.
1435-ben meghalt II. Johanna nápolyi királynő, aki az Anjou-ház révén örökölte a „Magyarország és Jeruzsálem királya” címet is. Halálával Nápoly és ezek a címek is V. Alfonzra szálltak, aki használta is ezt a titulust. 1436-ban azonban egy Gaetában kelt levelében utasította követét, fejtse ki Zsigmondnak, aki ekkoriban Magyarország tényleges uralkodója volt: nem ambicionálja ezt a címet, nem riválisa Zsigmondnak, csak a nápolyi arisztokrácia nyomására vette fel a II. Johanna halála utáni helyzetben.

### Hunyadi János és V. Alfonz aragóniai király kapcsolatai

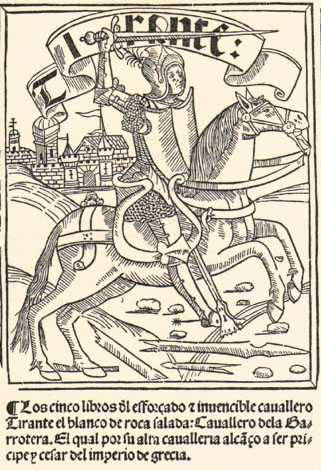
A Fehér lovag korabeli ábrázolása

Thallóczy Lajos a 20. század elején az Aragón Korona barcelonai levéltárában fellelte Hunyadi János és V. Alfonz 1447–48-as levelezését. Hunyadi János és a magyar bárók egy csoportja a várnai csata után, a megüresedett a magyar trónt, az immár Nápolyban udvart tartó V. Alfonznak ajánlotta fel, aki ekkoriban a katalán grófságok mellett Aragónia, Valencia, Szardínia, Szicília és Nápoly uralkodója volt, érdekkörébe tartoztak a Balkán országai, jó kapcsolatai voltak a Frangepán családdal és címei között szerepelt a „Magyarország királya” titulus is. Hunyadi a koronáért cserébe Alfonztól százezer aranyforintot kért egy 16 000 fős sereg felállítására, Hunyadi pedig ugyanilyen sereget állított volna fel a török elleni hadjáratban. A román fejedelemségek 10 000 katonát küldtek volna. Hunyadi vállalta, hogy az ország uraival elfogadtatja Alfonzot uralkodónak, kezes gyanánt pedig nagyobbik fiát, Lászlót Alfonz udvarába küldi. Magának viszont azt kérte, hogy maradhasson Magyarország kormányzója, illetve az Aragón Korona országaiban ez időben meglévő locum tenens general tisztet tölthesse be, ami az alkirálynál is többet jelentett; királyi jogokkal rendelkező helyettesei voltak ők az uralkodónak. Alfonz kezdetben hajlott az ajánlat elfogadására, de aztán halogató magatartást tanúsított, és így a terv nem valósult meg.
Hunyadi ibériai ismertségére utal, hogy az irodalomtörténészek szerint Joanot Martorell katalán író 1460–1465 között írt hatalmas katalán nyelvű lovagregénye, a Tirant lo Blanc hősének legalábbis egyik mintája az akkoriban nemzetközileg is híres törökverő Hunyadi János lehetett. Ezt az is valószínűsíti. hogy a kor aragón és katalán politikusai meglehetősen sokat írtak Hunyadiról, különösen az 1456-os nándorfehérvári diadal után. V. Alfonz káplánja egész fejezetet szentelt naplójában Hunyadi török elleni győzelmeinek Del compte Bianch címmel, megemlítve Kapisztrán Szent János hősiességét is.

### A pápa spanyol követe Magyarországon
III. Kallixtusz pápa 1455-ben küldte Magyarországra az ugyancsak spanyol születésű Juan Carvajal bíborost, hogy támogassa Hunyadit egy keresztes sereg felállításával. Carvajal e célból sokat utazott Bécs, Prága, Buda között. Igyekezett megbékíteni a császárt a magyar királlyal; Budán pedig visszafogni a királyi udvar Hunyadi-ellenes báróit.
Carvajal minden erejével Hunyadi és Kapisztrán mellé állt, s 1456 augusztusában maga is 4500 fős sereggel érkezett Nándorfehérvárhoz, ám addigra a küzdelem már eldőlt. Mátyás királlyá választása után Carvajal teljes erővel a fiatal magyar uralkodó mellé állt, akiben a törökellenes harc folytatóját látta. A III. Frigyes német-római császár és Mátyás között konfliktusban is Mátyás uralkodó mellett állt ki. Közvetített a király és nagybátyja, Szilágyi Mihály közti konfliktusban is. Magyarbarát álláspontja miatt a császár elérte Carvajal diplomáciai megbízásának visszavonását II. Piusz pápánál. Juan de Carvajal bíboros 1461-ben visszatért Rómába, de ott is Magyarország és a törökellenes harc híveként tevékenykedett.
Mátyás király uralkodása idején nem voltak közvetlen diplomáciai kapcsolatok a két fél között. Történészek kimutatták ugyanakkor, hogy néhány magyar nemes Jolán, valamint Zsigmond kíséretének tagjai közül idővel beolvadt a spanyol nemességbe, és egyesek közülük komoly posztokat töltöttek be ekkoriban is. Magyarországra pedig Aragóniai Beatrix magyar királyné kíséretében érkezhettek spanyol urak, mint Beatrix testvére, János, aki 1480–85 közt esztergomi érseki kormányzó volt. Ők azonban már az aragóniai ház olasz ágához tartoztak. Beatrix Mátyás halála után élénk levelezést folytatott Katolikus Ferdinánddal és Izabellával. 1508-ban kelt végrendeletét a híres spanyol történelmi levéltár, az Archivo General de Simancas őrzi.
A 16. században mind Aragónia, mind Magyarország önállósága megszűnt, a Habsburgok spanyol illetve osztrák ágának hatalma alá kerültek. A közvetlen magyar–spanyol kapcsolatok lehanyatlottak.

## A török elleni harc

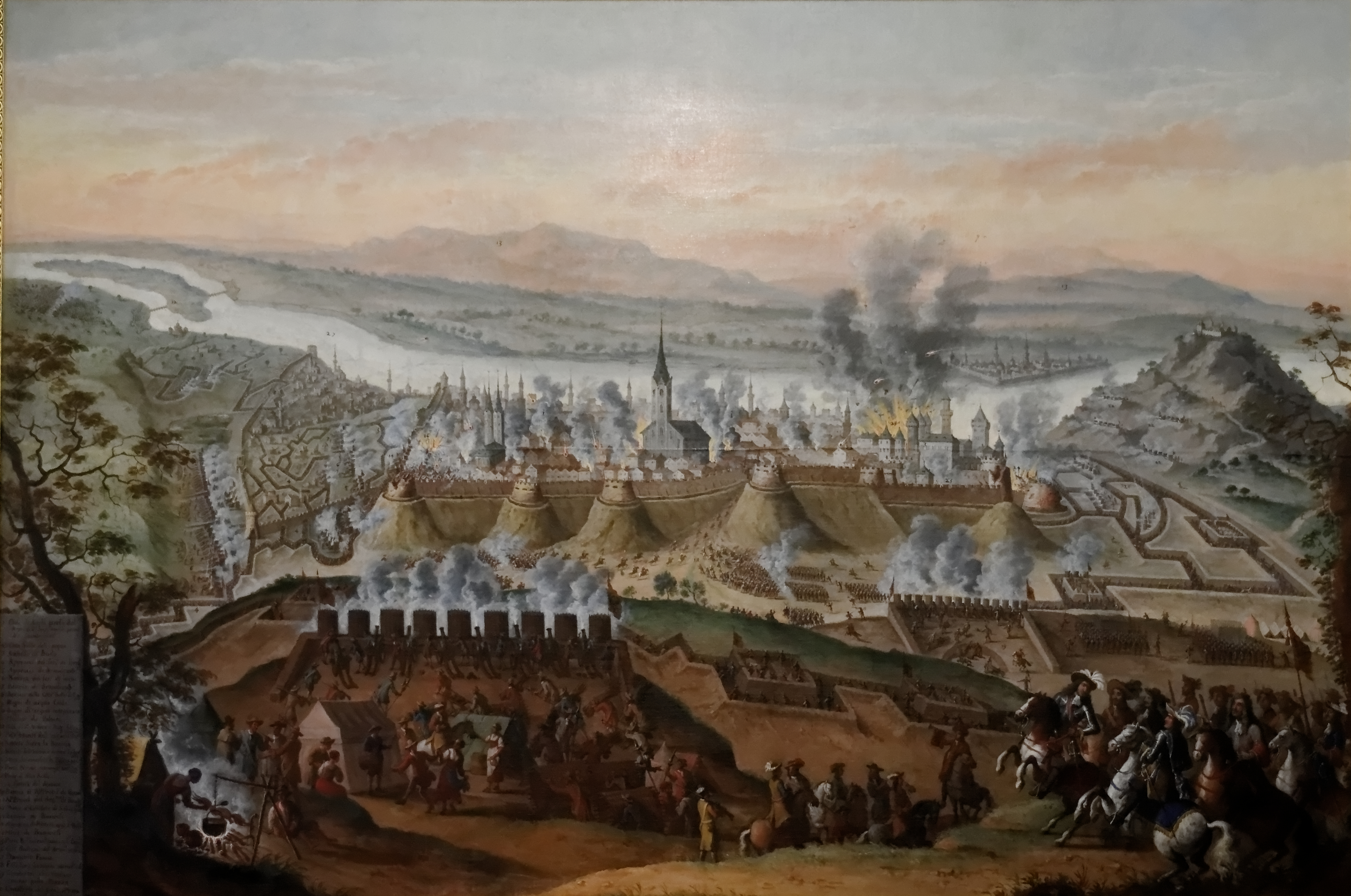
Budavár ostroma 1686-ban Frans Geffels festményén

A 16. századtól a két ország közötti kapcsolatokat a Habsburg-házon belüli kötelékek és a törökellenes harc követelményei foglalták keretbe. V. Károly német-római császár, a nagy léptekkel világbirodalommá váló Spanyolország királya és I. Ferdinánd, az osztrák örökös tartományok és 1541-től a Magyar Királyság uralkodója testvérek voltak. Legfiatalabb húguk, Mária II. Lajos magyar király felesége lett, de ez sem segítette elő, hogy Spanyolország hathatós segítséget nyújtson a törökök magyarországi előretörésének megakadályozásában. A mohácsi katasztrófa hírére azonban Károly Valladolidba összehívta a cortest, a spanyol rendi gyűlést, azonban az érdemi segítség elmaradt.
A spanyol diplomácia és a hírszerzés azonban ettől kezdve kiemelten foglalkozott a magyarországi helyzettel, amint arról a spanyol történelmi levéltárban fennmaradt iratok tanúskodnak. V. Károlyt rendszeresen informálták a hadi eseményekről, Zápolya János diplomáciai lépéseiről, Erdély és Moldva helyzetéről. A Konstantinápolyból érkező jelentések középpontjában is a magyar helyzet állt.
Megindult bizonyos katonai támogatás is Spanyolországból, a magyar várharcokban, Szeged, Lippa, Temesvár védelmében spanyol gyalogos és lovascsapatok is részt vettek 
Bernaldo de Aldana, Hurtado de Mendoza, Gianbattista Castaido és Caste Lluvio spanyol tisztek parancsnoksága alatt.
II. Fülöp spanyol király uralkodása vége felé, a tizenöt éves háború kezdetén Magyarország ismét a madridi udvar figyelmének középpontjába került. A jelentések többségét Guillem de Santcliment követ írta, több ezer oldalon, Bécsből, Prágából, többek között Giorgio Basta tevékenységéről, a lengyel–erdélyi, erdélyi–moldvai kapcsolatokról. Alonso Carrillo jezsuita páter Báthory Zsigmond fejedelem befolyásos tanácsadója volt, és III. Fülöp spanyol király számára írt fontos információkat tartalmazó jelentéseket.
Báthory István erdélyi fejedelem 1579-ben a a lengyelországi jezsuita generálist, a spanyol (katalán) Francisco Suneriust (Francesc Sunyer) kérte fel a kolozsvári jezsuita főiskola megalapítására, amire 1581-ben került sor. Pázmány Péter itt lépett be a jezsuita rendbe, majd később Salamancában folytatott tanulmányokat. A jezsuitákat azonban később több ízben kiutasították Erdélyből, a főiskolát is többször bezárták.
A 16. század derekától meginduló spanyol nyomtatás számos újságszerű hírlevelet adott ki, ezek gyakran foglalkoztak a tizenöt éves háború magyarországi eseményeivel. A spanyol Államtanács ugyancsak rendszeresen foglalkozott ezzel a háborúval. 1608-tól új spanyol követ érkezett Bécsbe, Baltasar de Zúñiga, aki egyebek közt tájékoztatta III. Fülöpöt, hogy Báthory Zsigmond Madridba kíván látogatni a spanyol uralkodóhoz. A spanyol király azonban nem volt hajlandó fogadni őt. Jelentett arról, is, hogy a frissen megkoronázott II. Mátyás magyar király megköszöni III. Fülöp segítségét trónra lépéséhez, és köszöni a spanyol Államtanács által tett ígéretet évi 200 000 dukátos hadisegélyről.
A 17. század második évtizedében megjelent a spanyol király által magyar arisztokratáknak fizetett évdíj, amit például Forgách Zsigmond főkapitány kért testvérének, Forgách Ferenc esztergomi érseknek. Pázmány Péter is kegydíjat kapott, hogy mint bíboros, támogassa a spanyol érdekeket Rómában. Kornis Zsigmond 1613-ban folyamodott kegydíjért „a spanyol király érdekében tett szolgálataiért” cserébe.
A Habsburgok két ága közötti viszonyokra jellemző, hogy a török elleni harc költségeinek jó részét ekkor már a spanyol udvar fedezte.
A spanyol Államtanács mindent elkövetett, hogy megakadályozza Bethlen Gábor erdélyi fejedelemmé választását, hiszen jól tudták, hogy ő a Habsburgok és a török közül az előbbieket tartotta Erdély veszedelmesebb ellenségének. Homonnay Györgyöt támogatták ellene. A spanyol irattárakban számos dokumentum szól arról, hogy Bethlen a harmincéves háború első éveiben milyen sok gondot okozott a spanyoloknak. Az 1640-es években is sok spanyol követi jelentés foglalkozott Magyarország és Erdély drámainak minősített állapotával.
Spanyolországnak szerepe volt a török kiűzésében is Magyarországról, bár jelentős támogatást nem nyújtottak. 1682–1687 között havonta kerültek a spanyol Államtanács elé a magyar ügyek; a hadi helyzet változásairól egészen részletes jelentések érkeztek Madridba. I. Lipót császár jelentős spanyol pénzügyi támogatást kapott Thököly Imre ellen. A spanyol udvar rendszeresen megkapta a császári csapatok főparancsnoka, Lotaringiai Károly I. Lipóthoz írott leveleinek másolatát is.
A spanyol kincstár viszonylag jelentős összegeket áldozott a törökellenes harc céljaira, annak ellenére, hogy ekkoriban Spanyolország maga is háborúban állott Franciaországgal. Reguláris spanyol erők nem érkeztek Buda ostromára, de a császári alakulatokban és az önkéntesek között nagy számban voltak spanyol katonák. Közülük csupán néhány önkéntes spanyol arisztokrata neve maradt fenn a hadi iratokban.
Buda visszafoglalása Spanyolországban is, csakúgy, mint egész Európában, nagy visszhangot váltott ki. A spanyol közvélemény is lelkesedett, úgy értékelte, hogy a lepantói csata óta ez volt a kereszténység legnagyobb győzelme a törökök felett. A születő spanyol sajtó és könyvkiadás kiemelten foglalkozott Buda ostromával, négy hadinapló jelent meg, szonettek, ódák, románcok, drámák születtek a témában.
A magyar–spanyol kapcsolatokban a 16–17. században nem létezett semmiféle szimmetria, a kapcsolatok alapvető a spanyol és osztrák Habsburgok közötti dinasztikus kapcsolat, közös politikai érdekeik határozták meg. A születő magyar nyomtatott irodalomban alig volt spanyol téma. 1670-ben Jászberényi Gáspár és Podiebradszky Ambrus szerzetesek tették közzé spanyolországi utazásuk élményeit írásukban.

## 18. század

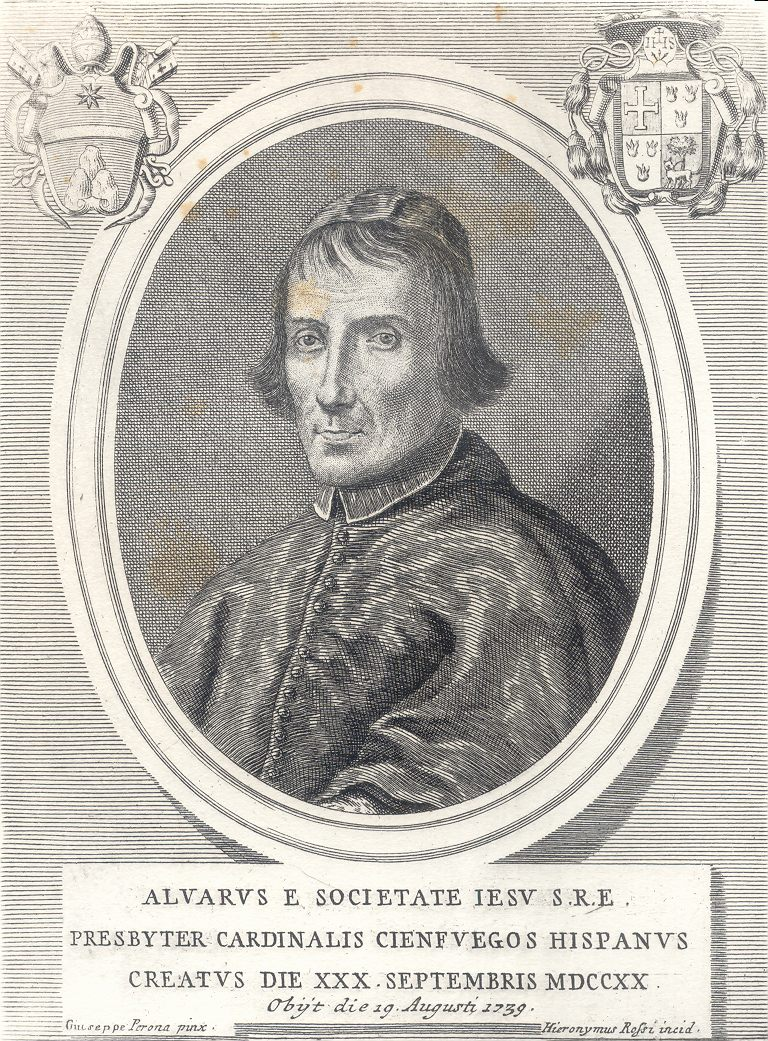
Cienfuegos Alvarez pécsi püspök

A 18. században a kétoldalú kapcsolatokat a távolodás, a visszaesés jellemezte egészen 1848-ig. A törökellenes harc érdekazonossága megszűnt, a Habsburgok pedig elvesztették a spanyol trónt a spanyol örökösödési háborúban. Híveik egy része, főleg nemesek, az emigrációt választották, sokan jutottak el Magyarországra is. A katonák egy része már a törökellenes harcok után letelepedett hazánkban, néhányan közülük jelentős karriert futottak be a magyar királyságban. Juan de Ahumada Cardenas és Emanuel Sylva de Galbes Mendoza grófok altábornagyok, majd táborszernagyok lettek. A Magyarországon élő spanyolok családjaikkal körülbelül 5000 főt tehettek ki.
A 18. század első harmadában csaknem minden magyar várnak spanyol tiszt volt a kapitánya, mivel a bécsi udvar nem bízott a magyarokban, a magyar lakosság és nemesség pedig ellenségesen fogadta a német (osztrák) tiszteket. Az 1750–70-es években Zimony parancsnoka például Villar gróf, Aradé H. Urraca tábornok; Szolnoké Ferrer, Károlyvárosé Brambila ezredes, Szigetvár kapitánya pedig Juan-José Huyin gróf volt. Az 1770-es években a magyarországi osztrák csapatok főparancsnoka is spanyol származású volt, José d' Ayasassa személyében.
A spanyol arisztokrácia Bécsben telepedett le, a kegydíjak révén az udvarhoz kötődött. Pécs püspöke is spanyol volt, Cienfuegos Alvarez bíboros, de ő Rómában élt.
A bécsi udvar a Spanyol Tanácson keresztül az 1730-as években telepítési terveket készített elő, a spanyolok számára. Nagybecskerek mellett kívánták felépíteni Új-Barcelona (németül Carlogaben) néven a spanyol telepesvárost, csekély sikerrel. 1736 végén már 157 spanyol család élt a Bánságban, bár a tervek szerint összesen 825 családnak kellett volna érkeznie, de legtöbben inkább máshová költöztek Bécsből. 1738 végére Budán 409 spanyol telepedett le, Pesten 321. Temesváron is sok spanyol maradt.

### Rákóczi spanyol kapcsolatai
II. Rákóczi Ferenc, a száműzött fejedelem Rodostóból is igyekezett befolyásolni az európai fejleményeket a magyar függetlenség ügye számára. Megpróbálta felhasználni a spanyol örökösödési háború eredményét, a Bourbonok győzelmét, V. Fülöp spanyol király trónra lépését is. 1717-ben még Franciaországból két követ révén arra kérte V. Fülöpöt, hogy küldjön Rákóczi mellé követet törökországi száműzetésébe, aki segít fenntartani a kapcsolatot Madriddal. Az új spanyol király nagyon szívesen tett eleget a kérésnek, és Jacques Boissiméne ezredest küldte összekötőnek Rodostóba. Ez a kapcsolat enyhítette a közvélemény szemében azt a Habsburgok titkosszolgálata által terjesztett vádat, miszerint a fejedelem a hitetlenek (törökök) segítségét fogadta el.
A spanyol udvar és Rákóczi közötti kapcsolatot V. Fülöp fő tanácsadója, Giulio Alberoni bíboros működtette, aki jelezte Rákóczinak: kész támogatni, pénzzel és fegyverrel a fejedelem Ausztria-ellenes politikáját. Az osztrák hírszerzés azonban e kapcsolat minden részletét felfedte, s a bécsi udvar a Vatikánon keresztül gyakorolt nyomást V. Fülöpre, hogy ne szövetkezzen a hitetlenekkel. V. Fülöp 1719-ben visszahívta az ezredest Rákóczi mellől, Alberonit egyházi vád alá helyezték „keresztényellenes” politikája miatt. A történelmi epizód fő kárvallottja Boissiméne ezredes lett, akit hosszú időre börtönbe vetettek.

### Kulturális kapcsolatok
A 18. században a spanyol sajtó és könyvkiadás érdeklődése Magyarország iránt erősen lecsökkent. Néhány nagyobb történelmi munka foglalkozott hazánkkal a török háborúk összefüggésében, mint Francisco Antonio Montalvo könyve (Historia de las guerras de Ungría, 1693). A színművekben is felbukkantak magyar témák. Nagy siker volt többek között Tornás de Afiorbe y Corregel színpadi műve, az El Cavallero del Cielo y Primer Rey de Hungría (1735).
Magyar oldalon a spanyol könyvek fordításai azonban a 18. században jelentek meg először. Szlávy Pál lefordította a nagy spanyol humanista, Juan Luis Vives (1492–1540) A bölcsességhez vezető út című munkáját.
A spanyol irodalom kimutathatóan hatott a magyar írókra ebben az időben, így Dugonics András drámái esetében tapintható ki Guillén de Castro, Lope de Vega hatása; Bessenyei György és Gvadányi József esetében a Don Quijote hatása érezhető. Lázár János gróf Florinda című művével talán először választott spanyol történelmi témát a magyar irodalomban. Az első spanyol dráma, amit Magyarországon színpadra vittek, Calderón Zalamani bíró című műve volt 1783-ban – igaz, a pesti német színházban. Az első magyar nyelvű előadásra 1794-ben került sor: Kelemen László dolgozta át németből Cervantes egy művét.
A pozsonyi jezsuita Magyar Könyvesház című folyóiratot (1783–1804) erős hispán érdeklődés jellemezte. Kiadója, Molnár János jezsuita tanár kapcsolatba lépett azokkal a magyar jezsuitákkal, akik a spanyol gyarmatokon kiemelkedő kutatói, tudósi tevékenységet folytattak (Orosz László, Éder Xavér Ferenc és mások) és munkáik részleteit közreadta.
Néhány könyv is megjelent spanyol témában: 1798-ban Kassán jelent meg (szerző nélkül) A világnak három részeiben bújdosó, avagy egy spanyol viszontagságai című kötet. 1809-ben Kiss János írt Spanyolországba és Portugáliába való utazás címmel könyvet. Ekkor jelent meg Pedro Cevallos Guerra híres könyve a napóleoni háborúk spanyolországi eseményeiről: Hiteles előadása a spanyol történeteknek az Aranjuezi nyughatatlanságoknak fellobbanásátul fogva a Bajoni Juntának befejezéséig.
A Sándor István által szerkesztett, Győrben kiadott Sokféle című lapot (mindössze 12 száma jelent meg 1791–1801 között) is markáns spanyol érdeklődés jellemezte. A spanyol szokások, a spanyol emberek megjelenítése mellett itt kezdődött az úgynevezett „fekete legenda” magyarországi terjesztése is.

## A „fekete legenda” Magyarországon
Ez a politikai ideológia a 16. századtól kezdve, Németalföld felől, az ottani spanyolellenes függetlenségi harcok nyomán terjedt el Európában, a spanyol népet, a spanyol politikát és történelmet súlyos elfogultsággal, negatív előítéletekkel ábrázolva.
Magyarországon a 19. század elején előtérbe került a társadalmi haladás ügye és összekapcsolódott a nemzeti függetlenségért, a Habsburgok ellen vívott harc kérdéseivel. Ebben a küzdelemben a spanyol Habsburgok negatív megítélése az osztrák Habsburgok elleni értelmet kapott. Ez látszik Fessler Ignác Aurél 1810-ben írt Die alten und die neuen Spanier című művében, ami a spanyol államot és különösen a spanyol Habsburgokat rendkívül negatívan mutatja be. A spanyol történelem sötét képét a Szent Szövetség támogatásával 1813-ban létrejött spanyol restauráció terrorja hitelesítette a kortársak szemében. Az 1848–49-es forradalom és szabadságharc bukása tovább erősítette a „fekete legendát”. Szilágyi Virgil például a Habsburg uralkodók önkényének tulajdonítja a spanyol hanyatlást, de a spanyol népi karaktert is negatívnak állítja be, kiemelve a lusta, büszke, gáláns, álszent, buja vonásokat. Szász Károly II. Fülöpről írt tanulmányt, és ebben William H. Prescott művére támaszkodva a katolicizmust támadó, protestáns jellegű spanyolellenes felfogást fejtett ki.
A legenda csak a 19. század második felében kezdett halványulni, Hunfalvy János például a korszerű európai történeti kutatások eredményeinek átvételével járult hozzá ehhez.
Somhegyi Ferenc pedig a spanyol Habsburgok sötét korával szemben az ibériai arab korszak hősiességét emeli ki.
A fekete legenda antiklerikalizmusával szemben megjelent a konzervatív, apologetikus magyar szellemi áramlat is, egyik fő képviselői Danielik János, Fraknói Vilmos voltak. Mangold Lajos a spanyol uralkodó korábbi liberális bírálatával szemben általában a spanyolokat ítélte meg negatívan: a becsületes munkától irtózó, bárgyú, gőgős és szolgalelkű népként ábrázolta őket. Trefort Ágoston pedig François Mignet nyomán a „fekete legendának” a francia és a magyar munkásmozgalom elleni verzióját alkotta meg, mintegy a Párizsi Kommünre reagálva. II. Fülöp spanyol király őt élénken emlékeztette Maximilien de Robespierre-re. A kolozsvári egyetem történészei Leopold von Ranke nyomán főleg a spanyol külpolitikával foglalkoztak, sokkal reálisabb képet alkotva, fontos forrásokra támaszkodva.
Marczali Henrik 1883-ban és 1908-ban írt műveiben (Újkor története, Nagy Képes Világtörténet) a konzervatív, apologetikus nézetek dominálnak. Eszerint „a spanyol nép nem politikai szabadságra tört, hanem csak arra, hogy vele együttérző urat szolgáljon”. A spanyol forradalmi mozgalmak, a comuneros korábbi liberális értékeléseivel szemben a forradalmak rettenetes kárairól ír. A spanyol nép negatív megítélése viszont megmaradt nála is: szerinte a spanyolok büszkesége lustasággal párosul.
A századfordulón Károlyi Árpád Az igazi Don Carlos című színvonalas tanulmányában kimutatta, hogy a fekete legenda egyik kulcsmotívumának, a Don Carlost idealizáló felfogásoknak nincs történelmi alapjuk, sőt részletes historiográfiaí áttekintés alapján bemutatta a legenda kialakulásának okait és folyamatát. Egészében véve azonban a 20. század elején a realitások helyett a magyar történelmi irodalomban a konzervatív, a spanyol monarchiát rózsaszínben feltüntető munkák kerülnek túlsúlyba. Ballagi Aladárnak a spanyol inkvizícióról tartott akadémiai székfoglalója például antiszemitizmusával tűnt ki. A „fekete legenda” fokozatosan átadta a helyét a „rózsaszín legendának”, ami a Horthy-korszakban hivatalos és uralkodó felfogássá vált.

## 1848–49 visszhangja Spanyolországban. Kapcsolatok az Osztrák–Magyar Monarchia és Spanyolország között
Az 1848–49-es forradalom és szabadságharc azonnal fontos téma lett a bécsi spanyol követek jelentéseiben, akik jó kritikai érzékkel, kiváló információs háttérrel tájékoztatták Madridot az eseményekről. A spanyol követek természetesen Habsburg-pártiak voltak, a magyar nemességről, még az ókonzervatív főnemességről is negatív véleményük volt: a régi előjogaikhoz ragaszkodó, fegyelmezetlen és műveletlen emberekként ábrázolták őket.
A spanyol sajtóban egyedül az El Clamor Público volt szolidáris a magyar üggyel. Batthyány Lajos és az aradi vértanúk sorsa azonban még a konzervatív madridi sajtót is megdöbbentette.
1849 után a Habsburg-monarchia valamelyest leértékelődött a spanyol a közvélemény előtt. A spanyol diplomácia fennmaradt anyagai érzékeltették a magyar nemzeti ellenállást, de alapvetően ellenezték azt. A kiegyezés után a spanyol monarchia és az Osztrák–Magyar Monarchia között stratégiai szövetség jött létre, amelyet dinasztikus házassági kapcsolatokkal is megerősítettek. Budapesten 1874-ben spanyol konzulátust nyitottak, a diplomáciai kapcsolatokat Bécs és Madrid között 1883-ban nagyköveti szintre emelték. A spanyol nagykövetek Magyarország-képe azonban nem változott alapvetően változatlan maradt: a magyarokról mint az elért autonómiájukkal mindig elégedetlen, kicsinyes, izgága, intrikus és gőgös népről írtak. Spanyolországon belül viszont az osztrák–magyar kiegyezés példa gyanánt kapott figyelmet Katalóniában és a Baszkföldön.
A modernizálódó spanyol diplomácia feladata már a Monarchia társadalmi és gazdasági reformjainak tanulmányozása, szakértők cseréje is volt. A budapesti spanyol konzul jelentései szóltak  a magyarországi gabonatermesztésről, az egészségügyről, a szociális politikáról, a magyar ipar és a kereskedelem helyzetéről. 1915-től José Gallard, Budapesten élő spanyol gyáros tiszteletbeli konzul lett. Spanyolország és az Osztrák–Magyar Monarchia korszerű kétoldalú egyezmények sorát kötötte meg (kereskedelmi, hajózási, igazságügyi, szerzői jogi és számos más téren).
A magyar sajtó a 19. század második felétől három „spanyol témával” foglalkozott kiemelten: a karlista háborúkkal, az 1868-as spanyol forradalom eseményeivel, a tízéves kubai háborúval, valamint a kubai függetlenségi háborúval (1895–98). A spanyolbarát álláspont mellett a sajtóban megjelent a kubai függetlenségiek melletti szimpátia is.
Az első világháború idején Spanyolország semleges maradt, és így geopolitikai helyzete, értékes termékei miatt felértékelődött a nagyhatalmak számára, amelyek erős propagandát folytattak az ügyük mellett itt is. A Monarchia azonban ebből kimaradt, nagykövete, Fürstenberg herceg állandóan panaszkodott, hogy nem kap elég támogatást Bécsből tájékoztató tevékenységéhez. Az egyetlen komoly a Monarchiát pozitív színben feltüntető spanyol nyelvű munka: az Austria-Hungría y la guerra (Ausztria-Magyarország és a háború) című kötet a magyar Révész Andor munkája volt, aki 1916 végétől Madridban a budapesti Az Est tudósítója volt.
Révész Andor Madridban a legfelső körökig is eljutott. Lapjában interjúkat jelentetett meg vezető spanyol államférfiakkal, sőt XIII. Alfonz spanyol királlyal is. Révész szerint a spanyol uralkodó kijelentette: „Büszke vagyok magyar ezredemre, a 38. gyalogezredre, amelynek tulajdonosa és ezredese vagyok. Nagyon jól tudom,
hogy magyar ezredem mennyire kitüntette magát Szerbiában és a Kárpátokban.” XIII. Alfonz az első világháború alatt humanitárius tevékenységet végzett mindkét oldali hadifoglyok érdekében.
Révész Andor tudósításaiban beszámolt arról is, hogy Szilárd Béla professzort a madridi egyetem radiológiai tanszékének vezetőjévé nevezték ki.
A világháború befejezése az Osztrák–Magyar Monarchia széthullásával is járt. Ennek nyomán jöttek létre a közvetlen diplomáciai kapcsolatok a függetlenné vált Magyarország és Spanyolország között.

## A spanyol irodalom megjelenése Magyarországon

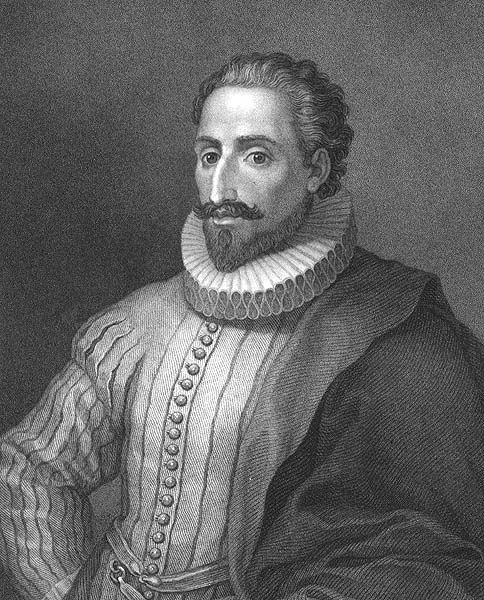
Cervantes

A spanyol irodalom magyarországi megjelenésében a 19. században több hullám is kialakult. A század elején a „spanyol aranykor” drámái (Calderón, Cervantes) jelentek meg a magyarországi színpadokon, először németül, majd magyar nyelven is.
A spanyol irodalom legnagyobb fordítója Magyarországon Győry Vilmos volt. Cervantes mellett a legnagyobb sikert hazánkban Fernán Caballero, Pedro Antonio de Alarcón és Pérez Galdós művei aratták. A spanyol költészet csak a 19. század végén jelent meg, elsősorban Kőrösi Albin fordítói munkássága révén.
Az MTA könyvtára a kezdetétől megrendelte a ma már több száz kötetre rúgó spanyol forrás- és krónikagyűjteményt (Biblioteca de Autores Españoles) és a 112 kötetes Documentos Ineditos de la Historia de España dokumentum-sorozatot. 1971 és 1988 között a Magyar Országos Levéltár rendszeresen kiküldött levéltárosokat a spanyolországi hungarica-anyag feltárásához, munkájuk eredményeképpen tízezernyi iratot hoztak haza mikrofilmen.

## A közvetlen diplomáciai kapcsolatok alakulása
A Magyarország és Spanyolország közötti hivatalos kapcsolatok megteremtésére az Osztrák–Magyar Monarchia felbomlása után, 1918-tól kerülhetett sor. A budapesti spanyol konzulátus Antonio Suqué y Sucona konzul vezetésével már 1918–1920 között, a magyarországi forradalmak idején igen aktív, diplomáciai jellegű tevékenységet is folytatott a hagyományos konzuli munka mellett. Gáspárdy Géza barcelonai magyar konzulnak erre működési helye miatt kevesebb lehetősége nyílt. A Horthy-kormányzat hatalomra kerülése után szorgalmazta a tényleges diplomáciai kapcsolatok felvételét; a spanyol kormány azonban ehhez szükségesnek tartotta a magyar belső politikai helyzet konszolidációját és a békeszerződés aláírását.
A magyar–spanyol diplomáciai kapcsolatok felvételére ezért csak 1920-ban került sor. Az első spanyol követ Francisco Martinez de Galinsoga vikomt lett, aki egészen 1930-ig betöltötte ezt a pozíciót. Két beosztottja volt, Miguel Castaneda y Echeverría harmadtitkár és Fabregas y Sotelo konzul, illetve még Jósé Gallard, a Budapesten élő spanyol gyáros tevékenykedett ezen a téren tiszteletbeli konzulként.
Magyarország azonban ekkor már nem sietett a kapcsolatok elmélyítésével. Madridban nem alakult önálló magyar követség, a hivatal 1927-ig csupán mint „a párizsi követség madridi irodája" működött, a mindenkori párizsi magyar követ töltötte be a madridi követ tisztét is. Az első közülük Praznovszky Iván volt, aki 1922. június 16-án adta át megbízólevelét a spanyol királynak. Az önálló madridi magyar követ hiányát a spanyol fél – a diplomáciai szokásoknak megfelelően – a kétoldalú kapcsolatok lebecsüléseként értékelte és nehezményezte is.
Az önálló madridi magyar követség végül 1927-ben kezdte meg munkáját. 1929-ben Bethlen István miniszterelnök hivatalos látogatást tett Madridban és Barcelonában és találkozott Miguel Primo de Rivera diktátor-miniszterelnökkel. A spanyol polgárháború idején már csak alacsonyabb rangú diplomaták vezették a magyar képviseletet ügyvivőként.
Carlos Arcos y Cuadra budapesti spanyol követ, Bailén grófja 1937-ben átállt a lázadó Francisco Franco táborába. Ezután egy ideig Manuel Garda Miranda másodtitkár ügyvivőként képviselte a törvényes köztársasági kormányt. A volt követ Budapesten maradt és aktívan tevékenykedett a nacionalista felkelők érdekében, időszakos újságot is kiadott Spanyolországi Tudósító címmel. Horthy Miklós is fogadta a spanyol grófot, ezzel de facto elismerve Franco „nemzeti kormányát”. 1938. január 12-én a magyar kormány megszakította kapcsolatait a spanyol köztársasági kormánnyal és de jure is elismerte Franco kormányát, amely mellé a  magyar katonai hírszerzés vezetőjét, Andorka Rudolf tábornokot akkreditálta követként, őt azonban nyílt németellenessége miatt  Berlin követelésére hamarosan haza kellett hívni.
A második világháború idején a kétoldalú diplomáciai kapcsolatok a minimumra csökkentek. 1944-től a fiatal budapesti spanyol ügyvivő, Ángel Sanz Briz közel ötezer magyar zsidó életét mentette meg.

## Magyarország és a spanyol polgárháború

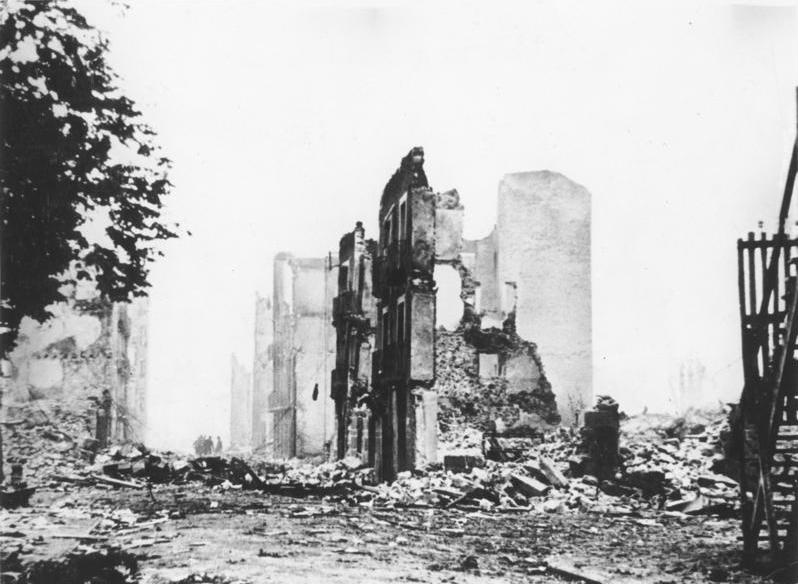
Guernica romjai

Magyarország kormányzata a spanyol polgárháborút illetően óvatosan a törvényes köztársasági kormányt támadó úgynevezett „nemzeti” oldal mellé állt. A magyar sajtó és közvélemény élénk érdeklődést tanúsított a küzdelem fejleményei iránt és különösen Guernica bombázása után nagy részük a fasiszták ellen fordult.
Számos neves magyar költő reagált érzékenyen és a köztársaságiakkal szolidárisan a polgárháborúra, amint azt József Attila: Egy spanyol földműves sírverse, Március; Radnóti Miklós: Hispánia, Hispánia; Komjáthy Aladár: Madrid határán; Kassák Lajos: Bilbao-Southampton című versei tanúsítják.
A Francisco Franco tábornok nacionalista táborának nyújtott német és olasz fasiszta támogatás nemzetközi szolidaritási mozgalmat keltett életre a köztársaságiak mellett. A törvényes kormány megsegítésére érkező önkéntesekből nemzetközi brigádok alakultak Spanyolországban több tízezres létszámban. A magyarok száma összesen mintegy 1200 volt, de csak kisebb részük érkezett Magyarországról, többségük Nyugat-Európában és Észak-Amerikában, illetve a Szovjetunióban élt már a háború előtt. A magyar csoportnak 55%-a volt kommunista. A magyarok jelentős szerepet játszottak a nemzetközi brigádok felső vezetésében is. A XII. brigádot Zalka Máté („Lukács tábornok”) vezette, az alapvetően német nyelvű Edgar André zászlóalj egyik vezetője a Franciaországból érkezett Szalvai Mihály volt. Münnich Ferenc (Ottó Flatter néven) 1938-ban a XI. brigád parancsnoka lett. A magyar zászlóalj parancsnoka Hevesi Ákos volt. A 965 ismert magyar név közül sokan később is szerepet játszottak a magyarországi társadalmi életben, mint Cséby Lajos, Jász Dezső, Kepes Imre, Beck János, Gergely Imre (könyvet is írt Magyarok a spanyol néppel 1936-1939 címmel 1977-ben), Rajk László. Gerő Ernőt az NKVD katalóniai embereként a trockisták és az anarchisták elleni leszámolás irányítójaként tartják számon Katalóniában.
Franco seregében is harcoltak magyarok, amint arról Harsányi Iván is megemlékezett egy 1996-os könyvében. Egyesek közülük Spanyolországban maradtak, de akik hazatértek, azok is spanyol nyugellátásban részesültek Franco győzelme után.

## A második világháború után

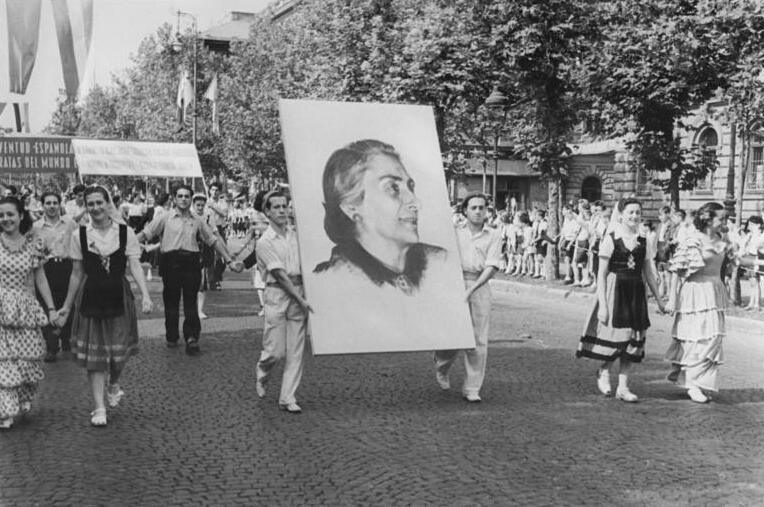
Dolores Ibarruri képe az 1949-es budapesti VIT-en tartott felvonuláson

1945-től a győztes szövetségesek nem ismerték el Franco diktatúráját, hanem a Jósé Giral vezette száműzött spanyol köztársasági kormányt támogatták. Az ENSZ is felkérte tagállamait, hogy szakítsák meg kapcsolataikat Madriddal. Ekkor még reális lehetőségnek látszott a demokratikus köztársaság helyreállítása.
Magyarország 1946. augusztus 22-én diplomáciai kapcsolatot létesített a Párizsban székelő Giral-kormánnyal. A spanyol köztársaság követe Julio Prieto Villabrille lett Budapesten, majd 1948 elején őt Alvaro Guardiola y Costa váltotta ügyvivőként. Guardiola a polgárháború idején kapcsolatban állt Münnich Ferenccel, Cséby Lajossal, Rajk Lászlóval. A Rajk-per idején aztán el kellett hagynia budapesti állomáshelyét, majd a köztársasági követség 1950-ben be is szüntette magyarországi működését, csakúgy, mint a többi kelet-európai kommunista államban (kivéve Jugoszláviát, ahol egészen 1977-ig jelen voltak).
1950-re a Franco-kormány nemzetközi helyzete konszolidálódott, az ENSZ is törölte bojkott-határozatát. A kommunista magyar kormány azonban semmilyen kapcsolatot nem létesített Franco rendszerével. Egyetlen spanyol partnere Spanyolország Kommunista Pártja (SKP) maradt, amely addigra elhagyta a száműzetésben működő köztársasági kormányt. Dolores Ibárruri, az SKP elnökének kérésére a magyar kormány 1950-1951-ben csaknem százötven spanyol kommunista számára biztosított menedéket Magyarországon, a spanyol kommunista párt pedig a Magyar Rádió segítségével spanyol nyelvű adást sugározhatott.
Madridban is működött egy emigráns magyar képviselet: 1948-ban ugyanis Habsburg Ottó Francóhoz fűződő jó személyes kapcsolatai révén létrehozta ott a Magyar Királyi Követséget (Legation Real de Hungría). A spanyol állami rádiónál is indult magyar adás indult Muráti Lili közreműködésével. Habsburg Ottó kérésére Franco fiatal magyar menekültek számára megalapította Szent Jakab Kollégiumot.
A „királyi követség” vezetője Marosy (Mengele) Ferenc, lett, aki korábban már szolgált Spanyolországban. A követség finanszírozását a CIA által létrehozott Szabad Európa alapítvány intézte, Marosy követként pedig a New York-i székhelyű Magyar Nemzeti Bizottmányhoz (MNB) kapcsolódott, annak megbízottja lett. Az MNB külügyi igazgatója, Bakach-Bessenyei György széles nemzetközi kvázi-diplomáciai hálózatot hozott létre.
A madridi királyi követség számos, nem csak Spanyolországban élő magyar emigránst látott el iratokkal, igyekezett összefogni a spanyolországi magyar emigrációt. Különösen fontos lett a szerepe az 1956-os forradalom idején. Az intézmény végül 1969-ben szüntette meg tevékenységét, összefüggésben azzal, hogy a két ország kormánya ebben az időszakban elkezdte keresni a lehetőségeket a hivatalos diplomáciai kapcsolatok helyreállítására.
A 20. század második felében a Spanyolországban is rendkívül népszerű labdarúgást több világhírű magyar játékos, Kubala László, Puskás Ferenc, Kocsis Sándor és Czibor Zoltán is erősítette, táplálva ezzel a spanyol nép szimpátiáját Magyarország iránt.

### A diplomáciai kapcsolatok helyreállítása
Magyarország és Spanyolország egyaránt 1955-ben lett az ENSZ tagja. Az 1956-os forradalom után azonban Spanyolország lett a „magyar kérdés" vitájában a Kádár-kormány egyik legkeményebb ellenfele.
Az egyik első hivatalos érintkezés a két állam között a nemzeti bankok közötti együttműködés megindulása volt 1958-ban. 1964-ben a Magyar Külkereskedelmi Kamara már irodát nyitott Madridban. 1965-ben spanyol részről óvatos kezdeményezés történt a diplomáciai kapcsolatok helyreállítására. Ennek fő akadálya a Spanyol Kommunista párt tiltakozása, valamint a madridi „magyar királyi követség” létezése volt. Ezeket csak lassú aprómunkával lehetett felszámolni; 1968-ban az MSZMP Politikai Bizottsága döntése alapján megszüntették az SKP napi 30 perces rádióadását Budapestről. A kétoldalú tárgyalásokkal párhuzamosan a „magyar királyi követség” 1969-ben beszüntette tevékenységét, 1970-ben pedig konzuli és kereskedelmi képviselet nyílt Budapesten és Madridban. Vezetőik azonban nagykövetek lettek, mintegy előre jelezve, hogy a képviseletek idővel nagykövetségek lesznek.
1970 és 1975 között a magyar-spanyol kapcsolatok aktivizálódtak, a kereskedelmi forgalom és a turizmus dinamikusan nőtt, több kétoldalú egyezmény is született. Franco halála és I. János Károly spanyol király trónra lépése után a kapcsolatok lendületesebb fejlődésnek indultak, végül 1977-ben megtörtént a teljes körű diplomáciai kapcsolatok helyreállítása, és Perczel László magyar nagykövet átadta megbízólevelét a spanyol uralkodónak.
A diplomáciai kapcsolatok helyreállítása megnyitotta az utat a kétoldalú együttműködés intézményes kereteinek kialakításához. 1977-ben növényvédelmi, 1978-ban állategészségügyi, 1979-ben műszaki-tudományos, 1980-ban nemzetközi közúti fuvarozási, 1982-ben idegenforgalmi, 1985-ben gazdasági és ipari együttműködési, 1988-ban pedig a kettős adózás elkerüléséről és a kiadatási és bűnügyi jogsegélyről szóló kétoldalú egyezményeket kötött a két fél.
A teljes körű diplomáciai kapcsolatok 10. évében, 1987 júliusában I. János Károly spanyol király és felesége Budapestre látogatott és találkozott az MSZMP KB főtitkárával, Kádár Jánossal is. Grósz Károly miniszterelnök 1988 novemberében tett hivatalos látogatást Madridban.

## A rendszerváltás után

János Károly spanyol király és Antall József

A magyarországi rendszerváltás után az addigra jól megalapozott kétoldalú kapcsolatok zökkenőmentesen fejlődtek tovább. 1990-ben a két ország közötti utazás vízummentessé vált. Több miniszteri látogatás után Antall József miniszterelnök Kádár Béla külkereskedelmi miniszter társaságában 1991 júniusában tett rövid látogatást Madridban. Ugyanebben az évben Zsófia spanyol királyné magánlátogatásra érkezett Budapestre húga, Irén hercegnő társaságában.
Az 1992-ben Magyarország és Spanyolország  barátsági és együttműködési szerződést, úgynevezett alapszerződést kötött egymással, amelyet a külügyminiszterek írtak alá. A szerződést a magyar Országgyűlés 1993 májusában fogadta el, majd 1995-ben törvényként is kihirdették. Ennek alapján még 1992-ben, az ottani olimpia évében magyar főkonzulátus nyílt Barcelonában, ezt követően pedig több, Magyarországot képviselő tiszteletbeli konzul kezdte meg működését különböző spanyol városokban (Mallorca, Sevilla, Gijón, Valencia, Málaga, Kanári-szigetek).
Folytatódtak a legmagasabb szintű látogatások is. Göncz Árpád és felesége 1994 februárjában, Horn Gyula miniszterelnök pedig 1995. július 23-24-én tett látogatást Madridban. 
A spanyol királyi pár 1996. szeptember 10-13. között látogatott ismét Magyarországra, José María Aznar miniszterelnök pedig 1999. április 6-7. között folytatott tárgyalásokat Budapesten.
Érdekes párhuzam a két ország modern történetében, hogy Magyarországot 1999 -ben vették fel a NATO-ba a szervezet madridi csúcstalálkozóján, Spanyolország pedig ugyanekkor erősítette meg tagságát a Észak-atlanti Szerződés Szervezete katonai intézményeihez történő csatlakozással.
A kétezres évek első felében is folytatódtak a kölcsönös magas szintű látogatások. Mint Orbán Viktor, mind Medgyessy Péter, mind Gyurcsány Ferenc tettek hivatalos látogatást Madridban, csakúgy, mint Mádl Ferenc, majd később Sólyom László köztársasági elnökök. 2004-ben Fülöp trónörökös és Letícia hercegnő jelenlétében megnyílt Budapesten a Cervantes Intézet, a spanyol kultúra és a nyelv terjesztését, oktatását szolgáló spanyol állami intézmény itteni tagozata. 2006-ban a spanyol uralkodó az 1956-os forradalom 50. évfordulóján rendezett budapesti ünnepségen személyesen jelent meg az összesen 50 többi magas rangú vendég társaságában. E látogatásra némi árnyat vetett, hogy a budapesti zavargások miatt a vendégeket gyakorlatilag ki kellett menekíteni a Kossuth térről a repülőtérre, de a spanyol király már 2007. május 29-31-e között újra hivatalos államfői látogatást tett Budapesten.
A rendszerváltás óta eltelt évtizedekben a két baráti, szövetséges állam, az Európai Unió és a NATO tagjai között a kapcsolatok sokrétű rendszere alakult ki. A gazdasági kapcsolatokat támogatják többek között a spanyol autonóm kormányok budapesti kereskedelmi irodái, az önkormányzatok és kamarák kapcsolatai. Dinamikusan fejlődik a turizmus, a kulturális kapcsolatok, az egyetemek közötti együttműködés például az Erasmus-program keretében.